# Android Development Tools

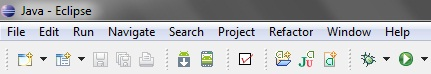
Menüleiste des Eclipse IDE mit installiertem ADT

Die Android Development Tools (kurz ADT) waren von Google angebotene Entwicklungswerkzeuge in Form von Plug-ins für die Entwicklungsumgebung Eclipse. Sie ermöglichten die Android-Softwareentwicklung (Entwicklung von Projekten für das Betriebssystem Android).
Am 26. Juni 2015 kündigte Google an, die ADT-Unterstützung zugunsten der integrierten Entwicklungsumgebung Android Studio Ende 2015 einzustellen; Android Studio wurde damit zur offiziellen Entwicklungsumgebung erklärt und ein Umstieg wird von Google nahegelegt. Die Einstellung betrifft die Unterstützung von Eclipse, der ADT-Plugins für Eclipse sowie des auf Apache Ant basierenden Build-Systems, das durch Gradle ersetzt wurde. Eine Umstellung auf Android Studio als Entwicklungsumgebung sowie auf den Gradle-Erstellungsprozess erfordert eine Migration alter Projekte; diese wird durch eine Import-Funktion von Android Studio und eine begleitende Dokumentation unterstützt.
Die Android Development Tools 23.0.7 stellen die letzte offiziell unterstützte Version dar und wurden im August 2015 veröffentlicht. Diese Version setzt Eclipse 3.7.2 („Indigo“) sowie das Android Software Development Kit (SDK) der Version 24.1.2 voraus. Zur Entwicklung von Android-Projekten ab Version 5.0 („Lollipop“) wird Java 7 benötigt, Entwicklungen für ältere Versionen der Android-Plattform benötigen Java 1.6.
Eine Open-Source-Entwicklung der Android-Unterstützung für die Eclipse IDE stellt AndMore dar, das teilweise auf den Android Development Tools (Stand vom Juni 2015) beruht.

## Integration

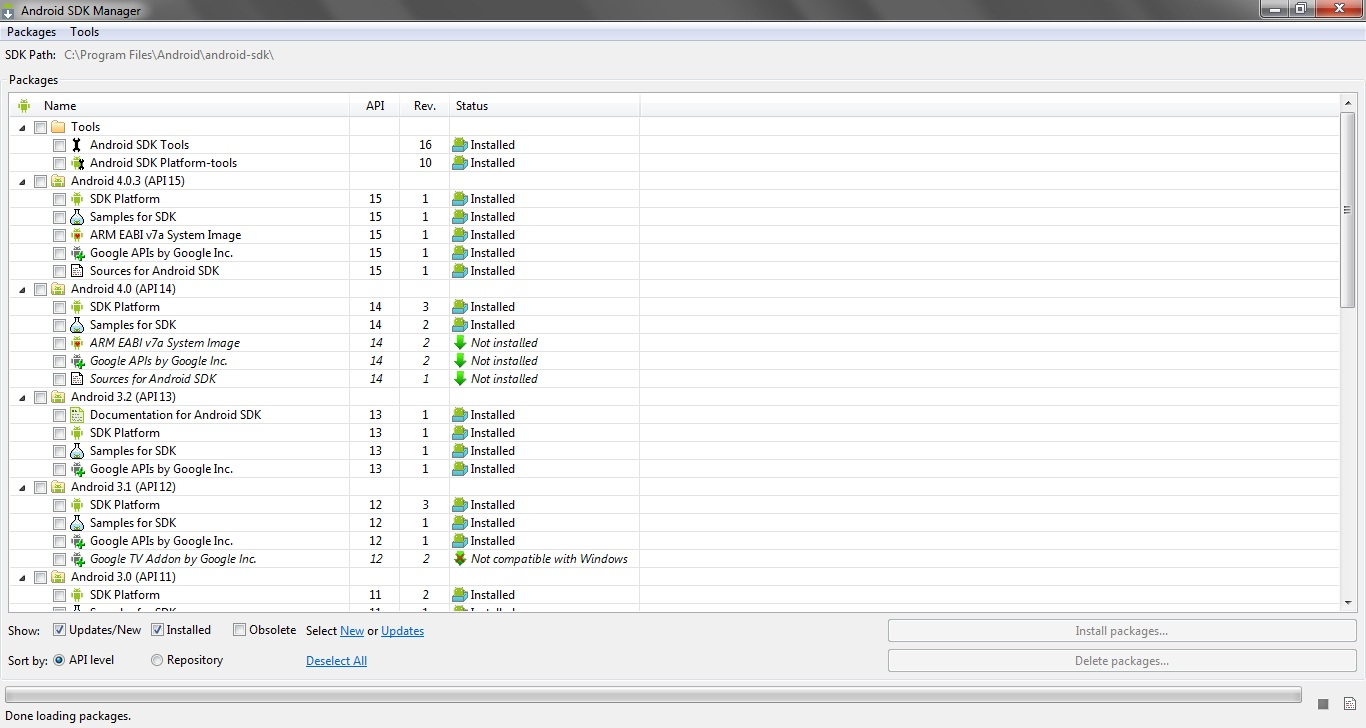
Der SDK-Manager

Die ADT stellen Funktionen des separat erhältlichen Android Software Development Kits (SDK) über Eclipse bereit und integriert diese in die Benutzeroberfläche der IDE:
- Android SDK Manager zur Verwaltung und Integration verfügbarer Android-Versionen sowie abhängiger und optionaler Bibliotheken,
  - bereitgestellt von Google und von ausgewählten Geräteherstellern,
- Android Virtual Device Manager zur Konfiguration und zur Steuerung virtueller Android-Emulator-Instanzen (AVD)
- Funktionen zum Bauen und Transferieren (Deployment) von Android-Anwendungen auf Geräte bzw. Emulator-Instanzen mittels Android Debug Bridge (ADB),
  - für ausgewählte Geräte und Betriebssysteme ist die Installation eines USB-Treibers notwendig,
- Funktionen zur Quelltext-Vervollständigung, Generierung von Quelltext und zur visuellen Bearbeitung (Layout- und XML-Editoren),
- Funktionen zur statischen Codeanalyse (Lint für Android),
- Funktionen zur Fehler- und Performance-Analyse (Debugger, Profiler),
- Funktionen zur Interaktion mit einem angeschlossenen (virtuellen) Gerät mittels DDMS, dem Dalvik Debug Monitor Server (Protokollierung und Darstellungen von Log-Ausgaben, Erstellen von Bildschirmfotos- und videos, Speicher-, GPU und Netzwerküberwachung = Monitoring),
- rudimentäre Unterstützung des Native Development Kit (NDK),
- Unterstützung ausgewählter Google-Dienste.

## Android Virtual Device

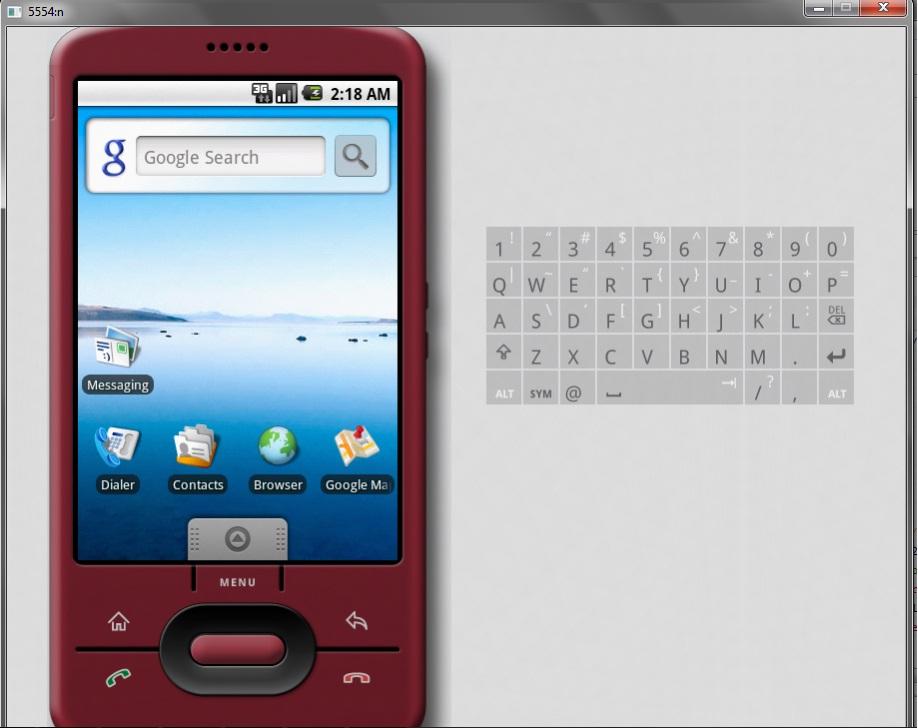
Eine mit dem AVD emulierte virtuelle Android-Umgebung

Das Android Virtual Device ist ein Emulator, mit dem fast jedes Android-Gerät simuliert werden kann. API-Level, Betriebssystemversion und eingelegte Speicherkartengröße können vorgegeben werden. Hinzu kommen weitere Eigenschaften wie GPS-Unterstützung, Anzahl emulierter Kameras und Geschwindigkeitssensoren, die hinzugefügt und bearbeitet werden können.
Der mitgelieferte DDMS erlaubt das Loggen ab den im Quellcode definierten Haltepunkten, Events und die Anzeige von Gerätedaten und Informationen über aktuelle Prozesse.